# ميشيل لودرا
ميشيل لودرا (بالفرنسية: Michaël Llodra)‏ (مواليد 18 مايو 2015) هو لاعب كرة مضرب فرنسي مُحترف. فاز بثلاث بطولات جراند سلام بزوجي الرجال. كما حاز على الميدالية الفضية بزوجي الرجال في الألعاب الأولمبية الصيفية 2012 في لندن.

## روابط إضافية
- ميشيل لودرا على موقع رابطة محترفي التنس (الإنجليزية)
- ميشيل لودرا على موقع الاتحاد الدولي لكرة المضرب (الإنجليزية)
- ميشيل لودرا على موقع كأس ديفيز (الإنجليزية)
- ميشيل لودرا على موقع بطولة ويمبلدون (الإنجليزية)
- ميشيل لودرا على موقع خلاصة التنس.كوم (الإنجليزية)
- ميشيل لودرا على موقع اللجنة الأولمبية الدولية (الإنجليزية)
- ميشيل لودرا على موقع أوليمبيديا (الإنجليزية)
- ميشيل لودرا على موقع اللجنة الأولمبية الفرنسية (مؤرشف) (الفرنسية)
- Llodra Recent Match Results
- Llodra World Ranking History

## روابط خارجية
- ميشيل لودرا على موقع IMDb (الإنجليزية)